# New African
New African är ett nyhetsmagasin grundat 1966. Redaktionen ligger i London. Nyhetsmagasinet läses flitigt på den afrikanska kontinenten, men har även stor spridning bland afrikanskättade i övriga världen. Den menar sig vara den äldsta och bästsäljande pan-Afrikanska månadstidning som utges på engelska. Den publiceras av IC Publications, som även utger African Banker, New African Woman och African Business. Nuvarande redaktör är Baffour Ankomah.
Sedan den startades har månadstidningen bytt namn två gånger: 1966-76 hette den African Development, 1977-78 New African Development och sedan maj 1978 New African. 2007 lanserade IC Publications en franskspråkig upplaga, New African, Le Magazine De l'Afrique, som innehåller originaltexter från och rörande de fransktalande delarna av Afrika.